# Борец (Гордеевский район)
Борец — посёлок в Гордеевском районе Брянской области, в составе Глинновского сельского поселения. Расположен в 4 км к юго-западу от села Стругова Буда. Население — 6 человек (2010).

## История
Основан в 1920-х гг. (первоначальное название — Красный Борец); до 2005 года входил в Струговобудский сельсовет.

## Население
| Годы      | 1926 | 1979 | 1989 | 2002 | 2010 |
| --------- | ---- | ---- | ---- | ---- | ---- |
| Население | 292  | 102  | 50   | 27   | 6    |